# 遥かな日々
「遥かな日々」（はるかなひび）は、日本の音楽ユニット、eufoniusの12作目のシングル。2010年5月1日にLantisから発売された。

## 概要
- 「遥かな日々」は劇場版『“文学少女”』の主題歌になっている。
- eufoniusの公式サイトによると、当初は4月28日発売予定とされていたようだが、5月1日に延期された。同日には上述のタイアップ作品が公開開始となっている。

## 収録曲
（全作詞：riya、作曲・編曲：菊地創）
1. 遥かな日々 [6:07]
2. 雪の帰り道 [3:54]
3. 遥かな日々 <instrumental>
4. 雪の帰り道 <instrumental>

## 参加ミュージシャン
- Guitar - 高山一也（#1・2）
- Bass - 渡辺等（#1）
- Piano - ただすけ（#1）
- Strings - CHICAストリングス（#1）
- Violin - 西川八重（#2）
- Cello - 奥田日和（#2）